# SU-85
SU-85 là tên một loại pháo tự hành chống tăng được lắp ráp trên khung gầm xe tăng T-34 đã được sửa đổi phục vụ cho lực lượng tăng thiết giáp Xô-Viết trong thế chiến II. Những mẫu pháo tự hành đời đầu của Liên Xô đều có chức năng vừa là pháo tự hành, vừa là pháo tự hành chống tăng hoặc pháo chống tăng được đặt trên bệ đá và SU-85 có chức năng thứ hai.Chữ SU tượng trưng viết tắt cho chữ tiếng Nga:"Samokhodnaya Ustanovka", con số 85 là cỡ nòng pháo chính(pháo 85mm D-5T).

## Lịch sử phát triển
Từ nửa sau chiến dịch Barbarossa, hai loại tăng mới của Liên Xô là T-34 và KV được nhân rộng sản xuất và áp đảo được lực lượng thiết giáp Đức-nắm lấy ưu thế trên chiến trường.Nhưng đến mùa thu năm 1942, một dòng tăng mới của Đức Quốc xã là Tiger-I được trang bị lớp giáp quá dày để có thể bị xuyên thủng bởi pháo của xe tăng T-34 và KV ở khoảng cách an toàn. Mùa xuân năm 1943,một dòng tăng hạng trung mới nữa của Đức Quốc xã tiếp tục được đưa ra chiến trường là tăng Panther(con báo) (mặc dù không có báo cáo nào của Đức là Panther tham chiến vào thời gian này-thực ra đến tận tháng 7/1943,Panther mới chính thức hoạt động). Hai loại tăng trên chính là một hồi chuông báo động cho lực lượng tăng Xô-Viết là đã đến lúc họ cần phải thiết kế thêm một mẫu pháo tự hành diệt tăng mới để có thể đáp trả lại Đức quốc xã.
Vào tháng 5/1943, dự án sửa chữa và nâng cấp vũ khí được thành lập nhằm thay thế pháo chính cho pháo tự hành diệt tăng SU-122.Hãng sản xuất cố gắng tìm các loại pháo phòng không có cỡ nòng trên 80mm để có thể đối đầu được với Tìger I và Panther. Cuối cùng pháo 122mm A-19 được chọn làm pháo chính cho SU-122. Tất cả các bản thiết kế và cấu tạo được chuyển đến nhà máy Uralmash,tuy nhiên nhà máy này đã từ chối vì chi phí sản xuất quá cao. Ngoài lý do trên, còn một lý do nữa khiến Uralmash từ chối sản xuất đó chính là việc phải thiết kế lại toàn bộ thân xe tăng do thiếu chỗ trống lắp pháo 122mm A-19. Dự án sản xuất SU-122 tạm thời bị đình trệ.
Một mẫu pháo tự hành chống tăng khác cũng nằm trong dự án là SU-85 được đưa ra xem xét thay thế cho SU-122. SU-85 có kết cấu đơn giản hơn,lắp ráp dựa trên khung gầm xe tăng T-34 và trang bị pháo 85mm D-5T.Sau một vài lần sửa chữa,SU-85 được đưa vào sản xuất chính thức.Cùng thời điểm, các kĩ sư Liên Xô đang nghĩ đến việc thay thế pháo D-5T bằng pháo D-5S (có độ xuyên giáp cao và tầm bắn xa-chính xác) và cuối cùng loại pháo này đã được trang bị cho biến thể tiếp theo của SU-85 là SU-85-II.

## Mô tả
SU-85 là một phiên bản sửa chữa và thay thế từ SU-122, thay thế pháo chính 122mm M-30S (của SU-122) bằng pháo D-5T với độ xuyên giáp cao và tầm bắn xa. Pháo 85mm D-5T có thể xuyên giáp Panther và Tiger-I từ khoảng cách 500 - 1000 mét với độ chính xác cao. SU-85 có trọng lượng tầm trung,tốc độ di chuyển cao và được bọc giáp khá tốt.

## Lịch sử sản xuất
SU-85 được bắt đầu sản xuất từ giữa năm 1943 với chiếc đầu tiên được giới thiệu vào tháng 8. Vào mùa xuân năm 1944, khi tăng hạng trung T-34-85 bắt đầu được sản xuất hàng loạt,dự án sản xuất SU-85 chính thức dừng lại. Có tổng cộng 2050 chiếc đã được sản xuất từ giữa năm 1943 đến cuối năm 1944. SU-85 được thay thế bởi SU-100 với pháo chính 100mm D-10S mạnh và vỏ giáp dày hơn.
Năm 1945, chi phí sản xuất mỗi chiếc SU-85 vào khoảng 169.000 rúp.

## Lịch sử hoạt động
SU-85 chính thức bắt đầu hoạt động trên chiến trường vào tháng 8/1943. Nó hoạt động ở Liên Xô, Ba Lan và Czechoslovak. SU-85 chính thức dừng hoạt động vào năm 1945, không lâu sau đó nó được chuyển về các bảo tàng.
Ngoài Liên Xô, Việt Nam và Triều Tiên là hai nước còn sử dụng SU-85 thêm một khoảng thời gian sau thế chiến II. SU-100 cũng được Liên Xô chuyển cho Việt Nam và hoạt động cho đến tận ngày nay trong vai trò phòng thủ bờ biển.

## Biến thể

### Biến thể chế tạo bởi Liên Xô

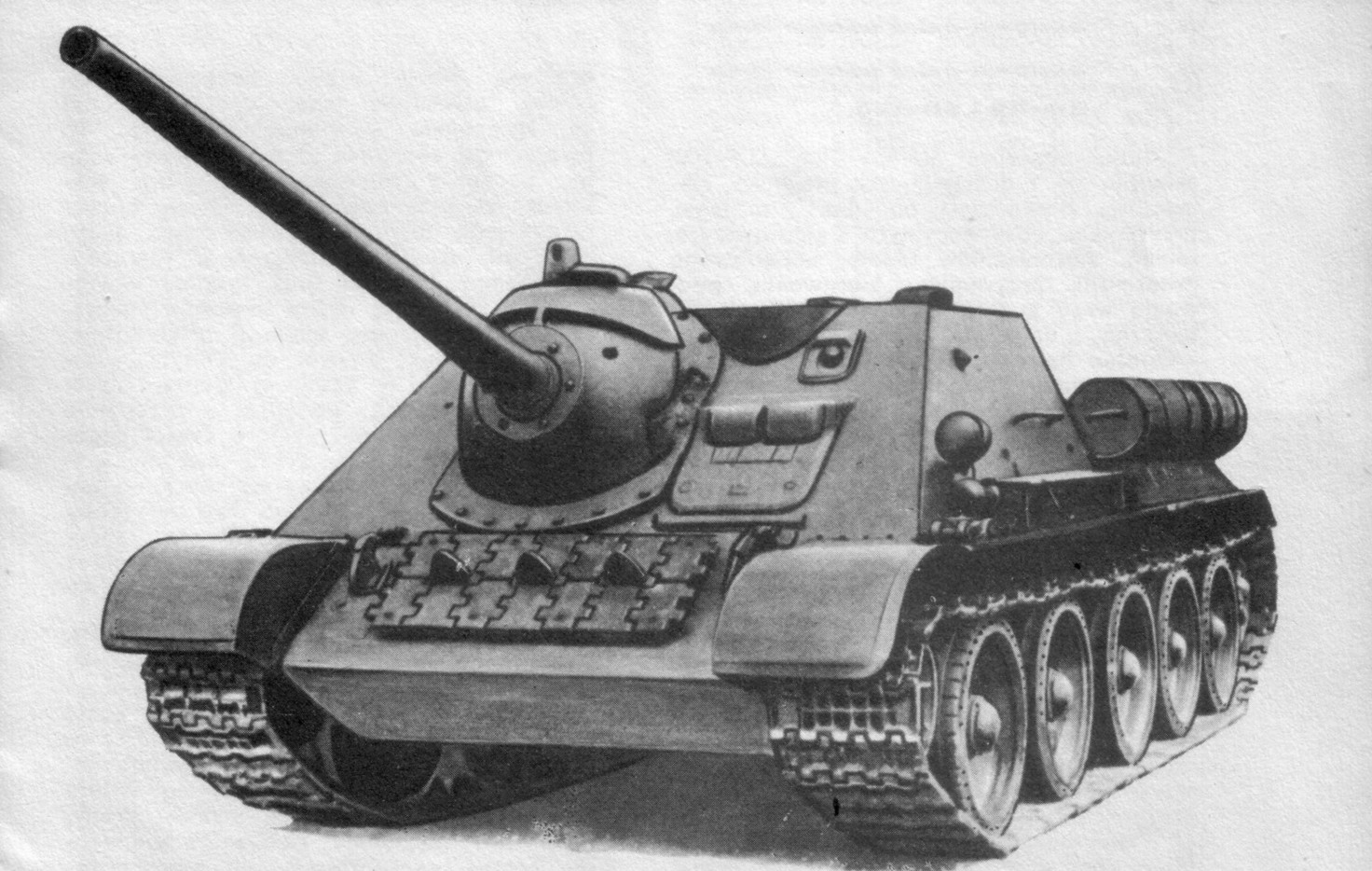
Phiên bản SU-85 đời đầu

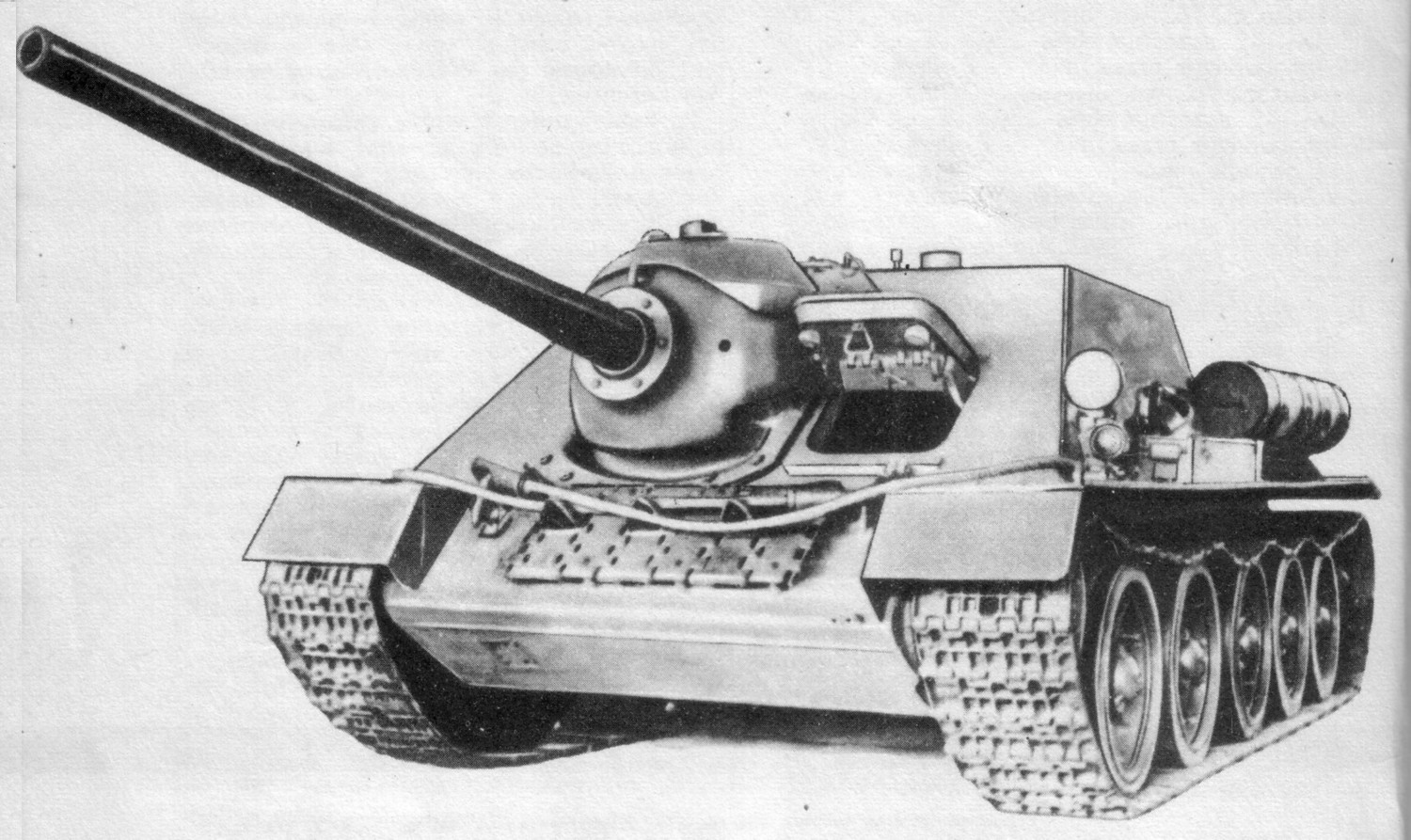
Phiên bản SU-85 đời sau

- SU-85-I: mẫu biến thể đầu tiên, không có cải tiến gì thêm về khoảng trống bên trong thân tăng.Trang bị pháo chính 85 mm S-18.
- SU-85-IV: mẫu biến thể thứ hai, lắp ráp khung tăng SU-122 nhưng sửa chữa lại phần tháp pháo.Trang bị pháo chính 85 mm S-18.
- SU-85-II: mẫu biến thể thứ ba, trang bị pháo chính 85 mm D-5S. Bộ ống ngắm quang học TSh-15 mới và phần tháp pháo được sửa chữa lại.
- SU-85M: mẫu biến thể sử dụng ngăn lắp pháo của SU-100, chỗ trống bên trong được thiết kế rộng hơn cho phép chứa được đến 60 viên đạn so với 48 viên lúc trước.Có bộ điều khiển giống như tăng T-34-85.
- SU-85T: mẫu biến thể này được lược bỏ bớt phần tháp pháo-vũ khí để trở thành xe sửa chữa và quét mìn.
- SU-85-III: mẫu biến thể thứ tư, sửa chữa lại bàn điều khiển.Trang bị thêm ống ngắm mới.

## Biến thể chế tạo bởi Ba Lan
- WPT-34(1960): người Ba Lan thiết kế và sửa chữa lại phần khung tăng, ngăn lắp pháo và nâng phần gầm lên nhằm thuận tiện cho việc lội nước.Nó được thiết kế từ các mẫu tăng SU-85, SU-100 và tăng T-34.